# ティオンヴィル
ティオンヴィル （フランス語:Thionville、ドイツ語: Diedenhofen、ルクセンブルク語: Diddenuewen、オランダ語: Diedenhoven）は、フランス、グラン・テスト地域圏、モゼル県のコミューン。

## 地理
モーゼル川に面した、コート・ド・モゼル地方の東の平野上にある。メスは31km南にある。コミューンはモーゼル川沿いに、エタンジュ・グランド、マノム、バス・アム、およびカットノンに囲まれた飛び地を擁している。これは、1970年にティオンヴィルと合併した旧コミューン、ギャルシュとケカンに対応する部分である。

## 統計
ティオンヴィルの人口は産業革命期に増加したが、1970年代の経済停滞で人口が減少した。1990年代に、郊外西部の人口密集地エアンジュ周囲で減少したものの、郊外東部のエタンジュ＝グランドで増加に転じた。人口密集地は今も人口流出が続くが減少は停滞に向かっている。
ティオンヴィルはルクセンブルクに近接しているため（国境までわずか15km）、町の人口と生活水準はどちらも1990年代終わりから上昇した。

## 歴史
中世初期、ティオンヴィル周辺にはゲルマン系のアラマンニ人が定住した。ティオンヴィルの教会会議は835年2月2日に開催された。会議はフランク王ルイ1世を復位させ、彼のかつての有罪とされた判決を翻した。彼が実際に罪を犯したとは誰も糾弾せず、ランス大司教エッボを罷免した。教会会議は43人の司教で構成されていた。835年2月28日、マインツで、エッボはルイが告発されていた、そのために神聖ローマ皇帝の地位を追われた原因となった罪を犯していなかったと承認した。
ルンド大司教エスキルは、ローマへの巡礼を行った1153年、帰国の途上にティオンヴィルで幽閉された。
ブルゴーニュ公国に属していたティオンヴィルは、公女マリー・ド・ブルゴーニュの結婚によってオーストリアのハプスブルク家領となった。
1639年6月のティオンヴィル包囲戦は、三十年戦争の一部として起きた。1659年のピレネー条約によって、ティオンヴィルはフランスへ割譲された。
作家フランソワ＝ルネ・ド・シャトーブリアンは王党派に加わり、1792年にティオンヴィルに対してコンデ公が率いた軍事遠征の最中、重傷を負って後に亡命した。
1870年から1918年、ティオンヴィルはドイツ帝国の一部となり、ディーデンホーフェンと呼ばれていた。

## 産業
- 鉄鋼
- 化学工業
- セメント工業

## 姉妹都市
- ガオ、マリ共和国

## 出身者
- ジョゼフ・ボダン・ド・ボワモルティエ - 作曲家
- ヴァンサン・ローリニ - サッカー選手
- ジュリアン・ケルシア - サッカー選手
- バンジャマン・コルニェ - サッカー選手
- フレデリック・ワイス - バスケットボール選手
- リュカ・ディ・レオ - プロレスラー
- クロード・ワイズバッシュ - 画家